# Dioscorea pallens
Dioscorea pallens är en enhjärtbladig växtart som beskrevs av Diederich Franz Leonhard von Schlechtendal. Dioscorea pallens ingår i släktet Dioscorea och familjen Dioscoreaceae. Inga underarter finns listade i Catalogue of Life.